# Ansgarkirkens Sogn
Ansgarkirkens Sogn er et sogn i Bispebjerg-Brønshøj Provsti (Københavns Stift). Sognet ligger i Københavns Kommune. I Ansgarkirkens Sogn ligger Ansgar Kirke.
Sognet blev oprettet i 1933, tidligere har området været en del af Kapernaums Sogn og Grøndals Sogn. I 1954 blev et jernbaneareal fra sognet lagt ind under Mariendals Sogn. I 1963 udskiltes en del af sognet til det da nyoprettede Bellahøj Sogn.